# Jean Eugène Robert-Houdin

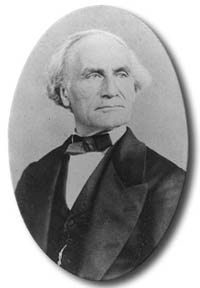
Jean Eugène Robert-Houdin

Jean Eugène Robert-Houdin (* 7. Dezember 1805 in Blois, Frankreich als Jean Eugène Robert; † 13. Juni 1871) war ein französischer Zauberkünstler, Automatenkonstrukteur und Gründer des 1845 in der rue de Valois (N° 11) in Paris eröffneten und 1854 an den Boulevard des Italiens (N° 8) verlegten Zaubertheaters Théâtre Robert-Houdin.

## Leben
Robert-Houdins Vater war Uhrmacher, bei dem er zunächst das Handwerk lernte. Durch seine feinmechanische Ausbildung war er in der Lage, „zauberhafte“ Apparate zu bauen, mit denen er den Nerv der Zeit traf; kurz vorher waren Automaten wie Wolfgang von Kempelens „Schachtürke“ in aller Munde. So stellte er 1844 auf einer Ausstellung in Paris einen schreibenden Automaten vor.

## Vater der modernen Magie
Mitte des 19. Jahrhunderts eröffnete er sein eigenes Theater im alten Palais Royal, wo er das Pariser Publikum bei seinen Soirées fantastiques mit eleganten Kunststücken, optischen Illusionen und Mentalmagie begeisterte. Statt der von Gauklern gewohnten Gewänder favorisierte Robert-Houdin stilsicher zeitgemäße Kleidung und kreierte einen eleganten Stil, der insbesondere intellektuelles Publikum ansprach. Obwohl Robert-Houdin nur elf Jahre als Zauberkünstler tätig war, prägte er das Erscheinungsbild der Zauberkünstler für mehrere Generationen.
Robert-Houdin erfand viele Kunststücke, die zu Klassikern wurden, z. B. den ätherischen Knaben, einen Vorläufer der „Schwebenden Jungfrau“. Viele seiner Illusionen hatten trickreiche mechanische Geheimnisse und beruhten auf Einsatz von Elektrizität. Robert-Houdin zauberte für die Spitzen der Gesellschaft und unternahm Tourneen in Großbritannien und Deutschland. Sein Zaubertheater übernahm später der Trickfilmpionier Georges Méliès, der dort seine ersten Filme zeigte.
Der US-amerikanische Zauberkünstler Harry Houdini benutzte den Nachnamen Houdini als Hommage an sein Vorbild Jean Eugène Robert-Houdin.

## Automatenpionier

Robert-Houdin-Museum

Robert-Houdin konstruierte mehrere Uhren mit raffiniert verstecktem Mechanismus, so etwa eine Uhr, deren Zeiger sich aufgrund der Verlagerung des Schwerpunkts bewegt. Zudem baute er allerhand Unterhaltungsautomaten wie einen mechanischen Vogel, einen am Trapez schwingenden Akrobaten und eine singende Büste. Er entwickelte verschiedene elektrische Signalsysteme für den Alltagsgebrauch.
Zu Ehren von Robert-Houdin wurde in Blois gegenüber dem gleichnamigen Château das Museum Maison de la Magie eingerichtet, in dem u. a. auch verschiedene der von ihm konstruierten Automaten besichtigt werden können.

## Andere Leistungen
Robert-Houdin ist der erste namentlich bekannte Autor eines Buchs über das Falschspiel, das sofort in mehrere Sprachen übersetzt wurde. Seine mit allerhand dichterischer Freiheit verfasste Autobiografie, die ebenfalls in viele Sprachen übersetzt wurde (ins Deutsche erstmals 1969), zählt zur Weltliteratur und inspirierte u. a. Harry Houdini, der von ihm sogar seinen Nachnamen entlehnte, während sich der Vorname auf Harry Kellar bezog. Robert-Houdin erfand neben zahlreichen Geräten für Unterhaltungszwecke und Signaltechnik auch mehrere Instrumente zur Untersuchung der Augen. Hierfür ehrte ihn der internationale Ophthalmologie-Kongress 1867 mit einer Goldmedaille.

## Propagandist
In seinen Memoiren berichtet Robert-Houdin über eine im Auftrag der französischen Regierung unternommene Mission im damaligen Algerienkrieg. Um eine Rebellion von lokalen Magiern, den Marabouts, 1856 zu verhindern, sollte er mit seinen Kunststücken um Sympathien in der Bevölkerung werben, aber auch die Überlegenheit der Franzosen verdeutlichen. Robert-Houdin ließ Algerier vergeblich versuchen, einen kleinen Kasten anzuheben, was einem kleinen französischen Mädchen mühelos gelang – da inzwischen ein versteckter Elektromagnet abgeschaltet worden war. Auch führte er das Auffangen von Gewehrkugeln vor, die er anschließend auf eine Mauer schoss, welche daraufhin scheinbar zu bluten begann. Robert-Houdin überzeugte schließlich, „dass die magische Macht Frankreichs letztlich der Zauberei der Marabouts weit überlegen ist. Der Aufstand war im Keim erstickt“.

## Schriften
- Confidences d'un prestidigitateur. Une vie d’artiste (1858) – Memoiren
- Les Tricheries des Grecs dévoilés (1861) – Falschspiel
- Note sur de nouveaux instruments propres à l'observation des divers organes de l’œil ainsi qu'à la manifestation des images entoptiques (1867) – Geräte zur Augenuntersuchung
- Les Secrets de la prestidigitation et de la magie (1868) – Zauberkunst
- Les Radiations lumineuses (1869) – Augenheilkunde
- Exploration de la rétine (1869) – Augenheilkunde
- Magie et physique amusante (1877, posthum) – Zauberkunst und Physik

## Ehrungen
Robert-Houdin hat heute einen Platz in der Hall of Fame der Society of American Magicians.
Die Académie des sciences zeichnete ihn elfmal aus. 25 Jahre nach seinem Tod wurde er 1896 in die Société des gens de lettres gewählt.